# Vicent Escrivà Peiró
Vicent Escrivà Peiró (Fuente Encarroz, 10 de mayo de 1948-Valencia, 28 de marzo de 2018) fue un pedagogo, filólogo, escritor y crítico literario español en catalán.

## Biografía
Comenzó su labor docente como profesor de primera enseñanza en Moncada. Posteriormente se doctoró en Filología y fue profesor titular de Escuela Universitaria de Filología Catalana en la Universidad de Valencia.  Fue un promotor de la educación en valenciano desde la infancia. Su obra literaria en gran parte estuvo destinada al público infantil y juvenil; también publicó diversos manuales de lengua y literatura en valenciano para uso escolar.
Fue autor de una copiosa producción de artículos, reseñas y estudios de crítica literaria sobre autores y obras de distintas épocas como Jaume Roig, Ramon Muntaner, Enric Valor o Vicent Andrés Estellés, entre muchos que se publicaron en diarios (Levante-EMV, Las Provincias, Noticias al Día, Diario de Valencia, Ciudad, Avui) y en revistas (Serra d'Or, Bagalina, Cairell, Lletres de Canvi, L'Espill, Saó o La Rella.

## Obras
Relación no exhaustiva:
Narrativa
- El collar maragdí del rei Hussein, Valencia: Edicions del Bullent, 1984.
- El prim príncep Hussein i altres narracions, Gandía: Ajuntament, 1984.
- Narracions de Macolim, València: Gregal, 1986.
- L'obrecartes i dotze contes de vint minuts, Valencia: Gregal, 1988.
- El viatge contra l'horitzó, Valencia: Ed. del Bullent, 1988.
- Història de Vilafartera, Alcira: Bromera, 1997.
- Boku, València: Tàndem, 1988.

Poesía
- Paradís d'enlloc, Valencia: Nau Llibres, 1986

Estudios literarios y ediciones
- Jaume Roig, L'Espill, Valencia: Institución Alfonso el Magnánimo (Biblioteca de Autores Valencianos), 1981.
- Ramon Muntaner, Crònica (con ilustraciones de Manuel Boix), Alcira: Bromera, 1991
- Vicent Andrés Estellés, Poemes, Valencia: Conselleria de Cultura, Educació i Ciència de la Generalitat Valenciana, 1986
- Invitació a la literatura catalana (en colaboración con Vicent Salvador, y prólogo de Joan Fuster), Valencia: Gregal, 1987
- L'obra literària d'Enric Valor, Paiporta: Denes, 2010

Otros
- Els xiquets i la llengua (introducción y edición de Emili Casanova), Paiporta: Denes, 2003.

## Premios
- Fundació Huguet de narrativa, 1975
- Joanot Martorell de narrativa, 1983
- Manuel Rodríguez Martínez de poesía, Alcoy, 1985

## Procedencia
- Esta obra contiene una traducción parcial derivada de «Vicent Escrivà i Peiró» de Wikipedia en catalán, concretamente de esta versión del 1 de abril de 2018, publicada por sus editores bajo la Licencia de documentación libre de GNU y la Licencia Creative Commons Atribución-CompartirIgual 4.0 Internacional.

- Datos: Q51180645